# Castrop-Rauxel
Castrop-Rauxel er en by i Tyskland i delstaten Nordrhein-Westfalen med omkring 75.000 indbyggere. Byen ligger i kreisen Recklinghausen ved floden Emscher mellem storbyerne Dortmund i øst, Bochum i syd, Herne i vest, og Recklinghausen og Waltrop (ikke en storby) i nord i den østlige del af Ruhrområdet.

## Historie
Castrop-Rauxel blev først nævnt i 834 som Villa Castorpe, og fik rettidhder som fri by i 1384. I 1975 blev den slået sammen med Henrichenburg og blev en del af Vest, en bydel i Recklinghausen.